# Фирлей, Ян (каштелян саноцкий)
 Ян Фирлей (ум. 1701) — государственный деятель Речи Посполитой, подчаший саноцкий (1682) и пшемысльский (1688), каштелян саноцкий (1696—1701), владелец Оджиконя, Виснёвы и Твердзы.

## Биография
Представитель польского магнатского рода Фирлеев герба «Леварт». Старший сын ротмистра королевского Николая Фирлея (1605—1640) и Софии Скотницкой (1603—1684). Брат — секретарь королевский, каноник луцкий и краковский Генрик Николай Фирлей (ум. 1707).
Унаследовал от своего отца замок Каменец-Подольский. Его отчимами были староста дрогобычский Николай Остророг (ок. 1627—1659) и ротмистр королевский Якуб Калинский (ум. после 1672).
В марте 1657 года Ян Фирлей участвовал в обороне каменецкого замка от войска трансильванского князя Дьёрдя Ракоци. С 1682 года носил звание подчашего саноцкого, в 1688 году был назначен подчашим пшемысльским. В 1696 году Ян Фирлей получил должность каштеляна саноцкого. В 1697 году получил в ленное владение Оджиконь.
До 1669 года женился на Веронике (Верене) Вихровской герба «Помян», от брака с которой имел одного сына и четырёх дочерей:
- Анджей Фирлей (1683—1719), каштелян каменецкий (1714), ротмистр панцирной хоругви (1715)
- София Фирлей, 1-й муж староста гадячский Ян Стжемеский, 2-й муж хорунжий белзский Ян Свирский
- Урсула Фирлей, Ян Ганский, 2-й муж ловчий брацлавский Ян Потоцкий
- Тереза Фирлей, староста барецкий Николай Цетнер
- Констанция Иоанна Фирлей, жена хорунжего летичевского Констанция Вояковского